# 1921年のAPFA
1921年のAPFAは、APFA（アメリカン・プロフェッショナル・フットボール・アソシエーション）と当時呼ばれていたNFLの2年目のシーズンである。

## 概要
シーズン開幕に先立つ1921年4月30日、オハイオ州アクロンで会合があり、リーグは再編成され、会長にコロンバス・パンハンドルスのジョー・カーが就任した。リーグの本部はオハイオ州アクロンからオハイオ州コロンバスに移転し、チームの地域的権利、選手の移動制限等のフランチャイズ制に関するリーグ規約が策定された。
前年のイリノイ州ディケーターからイリノイ州シカゴに移転したステイリーズ（後のベアーズ）が、この年のリーグチャンピオンに輝いた。

## 順位表
| チーム                                 | 勝 | 敗 | 分 | 率   |
| -------------------------------------- | -- | -- | -- | ---- |
| シカゴ・ステイリーズ                   | 9  | 1  | 1  | .900 |
| バッファロー・オールアメリカンズ       | 9  | 1  | 2  | .900 |
| アクロン・プロズ                       | 8  | 3  | 1  | .727 |
| カントン・ブルドッグス                 | 5  | 2  | 3  | .714 |
| ロックアイランド・インデペンデンツ     | 4  | 2  | 1  | .667 |
| エバンスビル・クリムゾン・ジャイアンツ | 3  | 2  | 0  | .600 |
| グリーンベイ・パッカーズ               | 3  | 2  | 1  | .600 |
| デイトン・トライアングルス             | 4  | 4  | 1  | .500 |
| レイシー・カージナルス                 | 3  | 3  | 2  | .500 |
| ロチェスター・ジェファーソンズ         | 2  | 3  | 0  | .400 |
| クリーブランド・インディアンス         | 3  | 5  | 0  | .375 |
| ワシントン・セネターズ                 | 1  | 2  | 0  | .334 |
| シンシナティ・ケルツ                   | 1  | 3  | 0  | .250 |
| ハモンド・プロズ                       | 1  | 3  | 1  | .250 |
| ミネアポリス・マリーンズ               | 1  | 3  | 0  | .250 |
| デトロイト・タイガース                 | 1  | 5  | 1  | .167 |
| コロンバス・パンハンドルス             | 1  | 8  | 0  | .111 |
| トナワンダ・カーデックス               | 0  | 1  | 0  | .000 |
| マンシー・フライヤーズ                 | 0  | 2  | 0  | .000 |
| ルイビル・ブレックス                   | 0  | 2  | 0  | .000 |
| ニューヨーク・ブルックリージャイアンツ | 0  | 2  | 0  | .000 |